# Sugakiïta
La sugakiïta és un mineral de la classe dels sulfurs, que pertany al grup de la pentlandita. Rep el seu nom del Dr. Asahiko Sugaki, professor emèrit de la Universitat de Tohoku, especialista en dipòsits minerals, sobretot en l'estudi experimental de l'equilibri de les fases dels sulfurs.

## Característiques
La sugakiïta és un sulfur de fórmula química Cu(Fe,Ni)₈S₈. Cristal·litza en el sistema tetragonal. Es troba en forma de grans irregulars, aproximadament de 0,1 mil·límetres, i lamel·lars. És l'anàleg de coure de l'argentopentlandita.
Segons la classificació de Nickel-Strunz, la sugakiïta pertany a «02.B - Sulfurs metàl·lics, M:S > 1:1 (principalment 2:1), amb Ni» juntament amb els següents minerals: horomanita, samaniïta, heazlewoodita, oregonita, vozhminita, arsenohauchecornita, bismutohauchecornita, hauchecornita, tel·lurohauchecornita, tučekita, argentopentlandita, cobaltopentlandita, geffroyita, godlevskita, kharaelakhita, manganoshadlunita, pentlandita i shadlunita.

## Formació i jaciments
Es troba en roques ultrabàsiques. Sol trobar-se associada a altres minerals com la bornita, la talnakhita, el coure o altres sulfurs. Va ser descoberta a la mina Horoman, a Samani-cho (Hokkaido, Japó). També ha estat descrita al dipòsit de coure i níquel de Talnakh (Norilsk, Rússia), sent aquestes les dues úniques localitats conegudes on se n'ha trobat aquesta espècie mineral.